# Oligomyrmex lusciosus
Oligomyrmex lusciosus är en myrart som beskrevs av Wheeler 1928. Oligomyrmex lusciosus ingår i släktet Oligomyrmex och familjen myror. Inga underarter finns listade i Catalogue of Life.